# Bryce Dessner
Bryce Dessner (* 23. dubna 1976) je americký kytarista, hudební skladatel a hudební producent. Svou kariéru zahájil poté, co v roce 1999 úspěšně dokončil Yaleovu univerzitu. Roku 1999 spolu se svým bratrem Aaronem a několika dalšími hudebníky založil skupinu The National a od roku 2000 působí ve skupině Clogs. Roku 2001 spolu se svým bratrem Aaronem a Alecem Hanleym Bemisem založil hudební vydavatelství Brassland Records. V roce 2013 vydal u vydavatelství ANTI- album Aheym, na kterém jeho skladby nahrál kvartet Kronos Quartet. V roce 2014 pak vydal další album St Carolyn By the Sea; Suite from There Will Be Blood, které vedle Dessnerových skladeb obsahuje také skladby od Jonnyho Greenwooda. Jako producent se představil například na albu Death Speaks skladatele Davida Langa. Rovněž spolupracoval s dalšími hudebníky, mezi které patří například zpěvačka Sharon Van Etten nebo violoncellista Erik Friedlander.

## Dílo

### Koncert pro dva klavíry a orchestr
V roce 2015 se Bryce Dessner setkal se sestrami Katiou a Marielle Labèque na koncertu ve Walt Disney Concert Hall v Los Angeles, kde sestry hrály Koncert pro dva klavíry Phila Glasse a na pořadu byla také skladba Bryce Dessnera. Po koncertu jej sestry požádaly, aby pro ně složil nějakou skladbu. Dessner souhlasil a v roce 2017 dokončil Koncert pro dva klavíry a orchestr (Concerto for Two Pianos). Premiéra proběhla 13. dubna 2018 v Royal Festival Hall v Londýně, London Philharmonic Orchestra řídil John Storgårds. Sestry Labèque mají výhradní právo uvádět tuto skladbu až do roku 2022. V České republice byl koncert uveden dne 4. února 2021 na koncertu České filharmonie v Rudolfinu, orchestr řídil Semjon Byčkov. Koncert proběhl bez účasti publika a byl živě streamován na facebookové stránce České filharmonie a dalších sítích (YouTube apod.).